# Peuceptyelus meridionalis
Peuceptyelus meridionalis är en insektsart som beskrevs av Victor Lallemand 1924. Peuceptyelus meridionalis ingår i släktet Peuceptyelus och familjen spottstritar. Inga underarter finns listade i Catalogue of Life.